# 牛尾健治

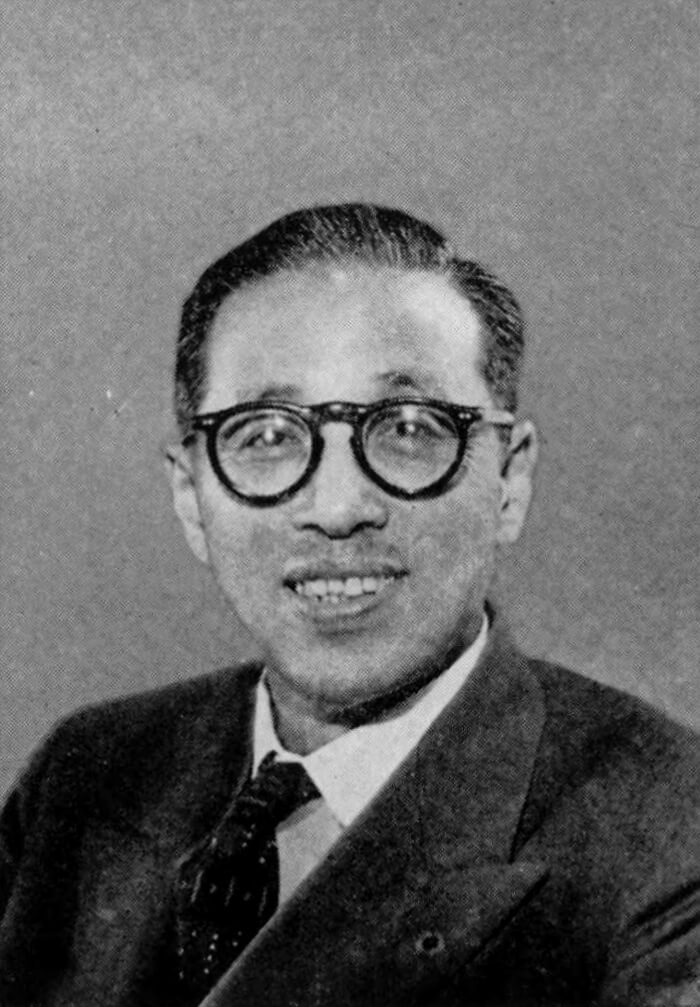
1953年撮影

牛尾 健治（うしお けんじ、1898年〈明治31年〉11月 - 1958年〈昭和33年〉8月20日）は、日本の実業家。牛尾合資会社代表社員。中国合同電気、山陽商事各社長。神戸銀行副頭取。姫路商工会議所会頭。神戸経済同友会元代表幹事。兵庫県輸出工業協会長。

## 経歴
兵庫県姫路市出身。飾磨郡豊沢村・梅吉の長男。1920年、大阪高等商業学校卒業。1923年、東京商科大学（現一橋大学）卒業。東京で大学講師をしていたが、1934年に父・梅吉が他界し、帰郷して事業を引き継ぐことになった。1934年、家督を相続した。株式公債売買業を営む。中国合同電気に入社。
広沢製作所会長、大日本産業報国会理事、神戸銀行副頭取、鳥取電燈副社長、日本電球、但馬瓦斯、山陽瓦斯、山陽製紐、北海電気興業、日本商品、日本編物、ナニワ電球工業、牛尾興業、山陽商事各社長などを務め、神戸経済同友会の立上げも行った。
1948年、公職追放になった。敗戦による財閥解体のため、事業を縮小し、目立たなくしたが、その財力は、些かも変わらなかったという。追放解除のあと、電力、ガスでは社外役員になったくらいで、神戸・舞子の自宅で句会をしたり、新国劇の島田正吾らと交友した。
1958年8月20日、59歳で死去。健治が残したのは、繊維、不動産、電機部門などをもつ牛尾工業で、どの部門も赤字という中小企業だった。

## 人物
文人肌ながら、進取的な気象に富み、経営的手腕もあった。思想は自由主義的だった。
宗教は真宗。趣味は読書、俳句。住所は兵庫県姫路市西紺屋町・同市北条口・同市福沢町、同県神戸市須磨区垂水町舞子。

## 家族・親族
牛尾家
- 祖父・政五郎[18]
- 祖母・みな（1830年 - ?、兵庫・三木太平の長女、絶家三木氏を再興）[9][18]
- 父・梅吉[16][18]（1864年 - 1934年、兵庫県平民、牛尾合資会社代表社員、仲介業、相場師、資産家、兵庫県多額納税者、姫路駅周辺の大地主[19]）
- 母・きぬゑ（1875年 - ?、兵庫・望月有寧の三女）[18]
- 養姉・ハナ（1895年 - ?、大阪・乾利一の妻）[5]
- 弟・敏（1907年 - ?、兵庫・三木みなの養子、牛尾梅吉二男[18]、三木興業会長）
- 妻・みつ[17]（1902年 - ?、或いは美津子、兵庫・中村彌之祐の養妹）[5][18]
- 長男・吉朗[5]（ウシオ工業社長、1929年 - ）
- 二男・治朗[5]（1931年 - 2023年、ウシオ電機会長）
- 女[5]

親戚
- 乾亀松（政治家、衆議院議員） - 養姉・ハナの夫の父。
- 乾利一（中国合同電気取締役）[15] - 養姉・ハナの夫。
- 牛尾友次（農業、城南村会議員）
- 永井一夫（神戸スターレーン、日真ガラス各社長）
- 中村彌之祐（実業家、中村組社長）

## その他
- 第二次世界大戦前、姫路藩が所有していた御座船を取得。舞子の邸宅に保管していた[20]。死後、遺族から神戸市に寄贈され中央区にある日本庭園「相楽園」に船屋形として上部構造部分のみ伝えられている[21]。